# 天好體育場
天好體育場（英語：Tim Hortons Field）是一座位於加拿大安大略省哈密爾頓的多功能體育場，主要用於舉辦足球和加式足球賽事。天好咖啡為體育場冠名贊助商。